# Thamnogalla
Thamnogalla is een geslacht van korstmossen dat behoort tot de familie Cordieritidaceae van de ascomyceten. De typesoort is Thamnogalla crombiei.

## Soorten
Volgens Index Fungorum telt het geslacht twee soorten (peildatum december 2021):
| Soortnaam               | Auteur(s)         | Publicatiejaar |
| ----------------------- | ----------------- | -------------- |
| Thamnogalla crombiei    | (Mudd) D. Hawksw. | 1980           |
| Thamnogalla episolorina | Zhurb.            | 2021           |